# Eliyahu Golomb
Eliyahu Golomb (em hebraico:  אליהו גולומב) (Vawkavysk, Império Russo, 2 de março de 1893 – Tel Aviv, Império Otomano, 11 de junho de 1945) foi um ativista sionista.
Nascido na Rússia, emigrou para a Palestina em 1909, quando tinha 16 anos. Terminou seus estudos em Tel Aviv e foi trabalhar no kibutz de Degania Alef, onde se juntou ao Hashomer, uma milícia sionista clandestina, em 1916. Em 1918, juntou-se à Legião Judaica do Exército Britânico e serviu até 1920, quando saiu com a patente de cabo e se tornou um arquiteto-chefe da Haganá, a organização militar clandestina para defesa do Yishuv entre 1920 e 1948, atuando no esforço de defesa judaica no Mandato da Palestina. Foi responsável sobretudo pelo desenvolvimento da organização e pelo treinamento dos combatentes. Contribuiu também com a aquisição de armas, que eram contrabandeadas da Europa, e com o transporte clandestino de imigrantes judeus que fugiam do Holocausto na Europa para a Palestina durante a Segunda Guerra Mundial, no movimento que ficou conhecido como Aliá Bet.
Em 1938, defendeu abertamente a criação de uma "força militar judaica equipada, treinada e preparada para desempenhar papeis mais decisivos em momentos mais decisivos", no que pode ter sido a primeira vez em que um líder do Yishuv sugeriu que o destino da região poderia ser decidido com a participação de uma força militar judaica.
Seu filho David serviu mais tarde como membro do Knesset.